# Morning After Dark
"Morning After Dark" je hip-hop pjesma američkog repera i producenta Timbalanda s njegovog trećeg samostalnog albuma Shock Value II. U pjesmi gostuje francuska pjevačica SoShy. Pjesma je objavljena 26. listopada 2009. godine u izdanju producentske kuće Mosley Music Group. U internacionalnoj verziji pjesme uz SoShy gostuje i kanadska pjevačica Nelly Furtado, a ta se verzija nalazi na albumu.

## O pjesmi
Pjesma je premjerno puštena 16. listopada 2009. godine na američkoj radio postaji KIIS-FM.
Timbaland je rekao da je pjesma "jako zanimljiva − ova nova pjevačica u mojoj producentskoj kući, SoShy iz Pariza. Nas oboje repamo. Ova pjesma, ne mogu je opisati, tako je drugačija. Nije drugačija meni, ali mogu vam reći ovo − ona pristaje sa svime vezanim uz temu vampira. Pristaje sa svime vazano za Sumrak".

Na pitanje zašto je odabrao baš ovu pjesmu kao prvi singl, Timbaland je odgovorio: 
» Odabrao sam "Morning After Dark" za prvi singl zato što pjesma ima jedinstven zvuk u odnosu na cijeli album te kad bih pogledao, uz novu pjevačicu SoShy, cijela slika pristaje, kao, ta pjesma je pomalo kruta, ali ne kruta, nego sexy. Ona baš pristaje u "Morning After Dark", zapravo njena je bila ideja za pjesmu. Ja sam smislio pjesmu, ali ona je imala ideju te sam ja to morao pomiješati s idejom da bude cool i da na neki način govori o vampirima... To je pjesma s Timbalandovim potpisom.«

## Popis pjesama i formati
Britanski CD singl
1. "Morning After Dark" (feat. Nelly Furtado & SoShy) − 3:53
2. "Morning After Dark" (Chew Fu 2016 B-Boy Fix Remix) − 5:03

Britanski digitalni singl
1. "Morning After Dark" (Manhattan Clique Main) − 3:28
2. "Morning After Dark" (Chew Fu 2016 B-Boy Fix Remix) − 5:02
3. "Morning After Dark" (Moto Blanco Radio) − 3:47

Američki digitalni download
1. "Morning After Dark" (feat. SoShy) − 4:02

Internacionalni digitalni download
1. "Morning After Dark" (feat. Nelly Furtado & SoShy) − 3:53

Američki dance remiksevi
1. "Morning After Dark" (Chris Lake Remix) − 3:28
2. "Morning After Dark" (Kaskade Remix) − 3:47
3. "Morning After Dark" (Feed Me Remix) − 4:53
4. "Morning After Dark" (Chew Fu 2016 B-Boy Fix Remix) − 5:03

## Glazbeni video
Glazbeni video za pjesmu "Morning After Dark" režirao je Paul "Coy" Allen. Temeljen je na pjesmi u kojoj gostuje SoShy zbog toga što je stih Nelly Furtado snimljen nakon što su Timbaland i SoShy snimili spot. Objavljen je 22. studenog 2009. godine na Timbalandovoj službenoj web stranici. Video traje preko 7 minuta, što je duže od same pjesme, a temeljen je na radnji sličnoj filmu Sumrak.
Izmijenjena verzija spota objavljena je 27. studenog 2009. godine u kojoj Furtado sudjeluje pjevajući svoj stih.

## Top liste
| Top liste (2009.)                                | Najviša pozicija |
| ------------------------------------------------ | ---------------- |
| Australija (ARIA)                                | 19               |
| Austrija (Ö3 Austria Top 40)                     | 12               |
| Belgija (Ultratip Flanders)                      | 23               |
| Belgija (Ultratip Wallonia)                      | 3                |
| Kanada (Canadian Hot 100)                        | 8                |
| Danska (IFPI)                                    | 19               |
| Eurochart Hot 100 Singles                        | 8                |
| Finska (YLE)                                     | 12               |
| Francuska (SNEP Download Chart)                  | 23               |
| Francuska (SNEP)                                 | 13               |
| Njemačka (Media Control AG)                      | 6                |
| Irska (IRMA)                                     | 11               |
| Nizozemska (Dutch Top 40)                        | 21               |
| Norveška (VG-lista)                              | 13               |
| Švedska (Sverigetopplistan)                      | 6                |
| Švicarska (Media Control AG)                     | 20               |
| Ujedinjeno Kraljevstvo (Official Charts Company) | 6                |
| UK R&B Singles Chart                             | 3                |
| SAD Billboard Hot 100                            | 16               |